# بريفيليرس (باد كاليه)
بريفيليرس، باد كاليه (بالفرنسية: Brévillers, Pas-de-Calais)‏ هي بلدية تقع في إقليم باد كاليه من منطقة نور با دو كاليه في شمال فرنسا. تبلغ مساحة هذه المدينة 3.03 (كم²)، وترتفع عن سطح البحر 122 م، يبلغ عدد سكانها 145 نسمة حسب إحصاء المعهد الوطني للإحصاء والدراسات الاقتصادية سنة 2009 م. وترأس Georgette Houwelyks البلدية خلال فترة (2001-2008).